# 威斯巴登级小巡洋舰
威斯巴登级小巡洋舰（德語：Wiesbaden-Klasse）是德意志帝国海军于第一次世界大战爆发前不久建造的两艘小巡洋舰的船级。该船级由首舰威斯巴登号和末舰法兰克福号所共同组成，均以黑森-拿骚城市命名。它们在设计上与之前的格劳登茨级非常近似，但配备有八门150毫米45倍径速射炮，而非早期舰只的105毫米炮。这些舰只的最高速度为27.5节。
威斯巴登号在其服役生涯中仅参加过一次重大行动，即1916年5月31日－6月1日爆发的日德兰海战。它在战斗中严重受损、丧失了机动性，并于双方都在争夺这艘瘫痪的舰只时成为混战的中心。它最终在6月1日清晨沉没，只有一名船员幸存。法兰克福号则于日德兰仅遭到轻微的破坏，并在第二侦察集群得到广泛的运用，其中包括在波罗的海针对俄罗斯的阿尔比恩行动以及1917年的第二次黑尔戈兰海战。战争结束时，它与公海舰队余部一同遭到扣押，并试图在斯卡帕湾自沉，但遭到英国水兵阻止。法兰克福号随后作为战利舰被割让予美国海军，并最终以靶舰身份被击沉。

## 设计

### 整体特征及机械装置
威斯巴登级舰只的水线长度和全长分别为141.70（464英尺11英寸）和145.30（476英尺8英寸），有13.9（45英尺7英寸）的舷宽，以及5.76（18英尺11英寸）的前吃水和6.06（19英尺11英寸）的后吃水。它们的设计排水量为5,180公噸（5,100長噸），满载排水量则可达6,610公噸（6,510長噸）。船体采用纵向钢框架构造，设有十七个水密舱室和一个占龙骨长度比重为47%的双层船底。转向通过单舵控制。这些舰只的标准船员编制为17名军官和457名水兵。它们还配备有一些小型舰载艇，其中包括1艘哨艇、1艘驳船、1艘独桅纵帆船、2艘高低桅帆船和2艘小划艇。
威斯巴登级舰只的推进系统由两台船用蒸汽轮机组成，各负责驱动一副直径为3.50（11英尺6英寸）的三叶螺旋桨。它们的额定功率为31,000匹軸馬力（23,117千瓦特）。蒸汽由十台燃煤船用式水管锅炉和四台燃油双头式水管锅炉供应，它们使舰只的最高速度可达27.5節（50.9每小時）。两艘同级舰所设计的燃煤和燃油贮存量分别为1,280公噸（1,260長噸）和470公噸（460長噸），允许它们以12節（22每小時）的速度续航4,800海里（8,900）。若将速度提升至25節（46每小時），则巡航范围会大幅下降至1,200海里（2,200）。威斯巴登号装备有两台涡轮发电机和一台柴油发电机，可在220伏特的电压下输出功率为300千瓦特（400匹馬力）的电力。法兰克福号仅设两台涡轮发动机，额定功率为240千瓦特（320匹馬力）。

### 武器及装甲
威斯巴登级舰只配备有八门单座安装的150毫米45倍径速射炮。其中两门并排布置在艏艛前方，八门设于舰舯、每边各四门，以及两门以背负式成对布置在舰艉。炮管的仰角可提升至30°，使其可以瞄准最高达17,600（19,200碼）开外的目标。它们共提供1024发弹药，其中每炮128发。这些舰只的防空武器最初由四门52毫米55倍径速射炮组成，但其后被两门88毫米45倍径速射炮所取代。它们还标配搭载有四具500（19.7英寸）鱼雷管和八枚鱼雷，其中两具浸没舷侧的船体内、两具被安装在甲板上。两艘同级舰也可携带120枚水雷。
威斯巴登级舰只受到水线装甲带的保护；这条装甲带在舰舯的厚度为60（2.4英寸），至舰艏处弱化为18（0.71英寸）。舰艉则不设装甲。甲板前侧由60毫米厚的装甲覆盖，舯部为40（1.6英寸）厚，艉部厚度则为20（0.79英寸）。40毫米厚的斜面装甲与甲板和水线装甲带相连。司令塔的侧部有100（3.9英寸）厚、顶部为20毫米厚。司令塔上方的测距机还额外增加了30（1.2英寸）厚的钢板。主炮则配备有厚度为50（2.0英寸）的炮挡。

## 同级舰
| 舰只       | 造船厂           | 命名来源 | 架设日期 | 下水日期      | 入役日期      | 结局                                   |
| ---------- | ---------------- | -------- | -------- | ------------- | ------------- | -------------------------------------- |
| 威斯巴登号 | 斯德丁伏尔铿船厂 | 威斯巴登 | 1913年   | 1915年1月20日 | 1915年8月23日 | 1916年6月1日于日德兰海战中沉没         |
| 法兰克福号 | 基尔帝国船厂     | 法兰克福 | 1913年   | 1915年3月20日 | 1915年8月20日 | 一战后割让予美国，至1944年作为靶舰击沉 |

## 服役历史

### 威斯巴登号
威斯巴登号是为替代老旧的小巡洋舰葛冯号而以“葛冯替舰（Ersatz Gefion）”为代号进行订购，并于1913年在斯德丁的伏尔铿船厂开始架设龙骨。它于1915年1月20日下水，继而展开舾装工作。在匆忙通过海上试航后，舰只于1915年8月23日正式投入公海舰队使用。该舰仅参加过一次重大行动，即1916年5月31日－6月1日爆发的日德兰海战。当时，它被英国战列巡洋舰无敌号的火炮严重击损。由于在双方的战列舰队之间无法动弹，威斯巴登号成为了一场艰苦激战的中心，并亲历了两艘英国装甲巡洋舰被摧毁。来自英国舰队的猛烈炮火也使得威斯巴登号的船员未及逃离。它保持漂浮直至6月1日凌晨，后于01:45至02:45之间沉没。全舰仅1名船员幸免于难；舰只残骸的方位则由联邦德国海军潜水员于1983年探明。

### 法兰克福号
法兰克福号是为替代小巡洋舰赫拉号而以“赫拉替舰（Ersatz Hela）”为代号订购，并于1913年在基尔的帝国船厂开建。它于1915年3月20日下水，至同年8月20日交付公海舰队。该舰随公海舰队在第一次世界大战期间得到了广泛运用。它主要在北海服役，并参加了炮击雅茅斯及洛斯托夫特的行动和第二次黑尔戈兰海战。在日德兰，它被一艘英国巡洋舰轻微致损，但伤亡较小。法兰克福号同样出席了1917年10月在波罗的海发起的阿尔比恩行动。随着战争结束，它与德国舰队大部被拘押在斯卡帕湾。当舰队于1919年6月自沉时，法兰克福号是少数几艘未能成功下沉的舰只之一。它被割让予美国作为战利舰，并最终于1921年7月由美国海军和陆军航空兵进行的试验中以靶舰身份被炸沉。